# Jan Reinås
Jan Reinås, född den 19 juli 1944 i Stjørdal död 14 augusti 2010 i Bærum var en norsk företagsekonom.

## Karriär
Reinås var administrativ direktör i Fosen Trafikklag 1983-1984 och i Trondheim Trafikklag 1984-1987. 1987 anställdes han av norska SAS, där han var administrativ direktör 1990-1993. Åren 1993-1994 var han koncernchef för hela SAS.
Reinås var sedan verkställande direktör för Norske Skog 1994-2003. Under denna tid förändrades bolaget från en inhemsk skogsindustri till en global skogsproducent av främst tidningspapper .

## Övriga uppdrag
Reinås var styrelseordförande i norska järnvägsbolaget NSB 1994-1996 innan det ombildades till aktiebolag, i Norsk Hydro 2004-2007 och i Munksjö 2005-2009.
2005 ledde Reinås utvärderingen av de norska myndigheternas insatser efter tsunamikatastrofen 1994.

## Familj
Reinås var gift och hade fem barn.